# Obala Bjelokosti
Obala Bjelokosti ili Bjelokosna Obala (službeno Republika Côte d'Ivoire, a u starijoj literaturi i Obala Slonove Kosti), država je u zapadnoj Africi. Graniči s Liberijom i Gvinejom na zapadu, Malijem i Burkinom Faso na sjeveru te Ganom na istoku, a na jugu izlazi na Gvinejski zaljev, u Atlantskom oceanu.

## Zemljopis
Na jugu je obalna nizina u kojoj prevladava tropska kišna šuma, u sredini je gusto pošumljen plato, a na sjeveru pojas savana. Uz obalu na jugoistočnom dijelu je mnogo laguna (najznačajnija je laguna Ebrié). Na zapadu (uz granicu s Gvinejom i Liberijom) je planinska regija Dix-Huit Montagnes s najvišim vrhom Mount Nimba (1752 m). Najvažnije rijeka su Sassandra (s umjetnim jezerom Buyo) i Bandama (s umjetnim jezerom Kossou). Rijeka Cavalla čini dvije trećine granice prema Liberiji.
Klima je vruća i vlažna. Na jugu je ekvatorijalna (s mnogo oborina), a na sjeveru savanska. Prema sjeveru se smanjuje količina padalina. Od studenog do ožujka je vruća sušna sezona, od ožujka do svibnja hladna sušna, a od lipnja do listopada suha vlažna.
U državi postoji preko 60 etničkih skupina. Najvažnije su: Akan 42,1%, Voltaiques ili Gur 17,6%, Sjeverni Mandes 16,5%, Krous 11%, Južni Mandes 10%, ostale 2,8%. Prema vjerskoj strukturi ima 60% muslimana (pretežno na sjeveru), 25% tradicionalnih vjera i 12% kršćana (pretežno na jugu). Službeni jezik je francuski. Glavni grad je Yamoussoukro, a najveći (i bivši glavni grad) Abidjan.
Obala Bjelokosti je nakon stjecanja nezavisnosti imala visok gospodarski rast u odnosu na susjedne države. On se usporava tijekom 1990-ih zbog političke nestabilnosti, a prestaje tijekom 2000-ih zbog građanskog rata. Najvažnija gospodarska djelatnost je poljoprivreda. Obala Bjelokosti je najveći svjetski izvoznik kakaovca i jedan od najvećih izvoznika kave i palmina ulja. Ostali značajni izvozni proizvodi su pamuk, banana i ananas. Značajno je i ribarstvo.

## Ime
Država je poznata kao Obala Bjelokosti. U listopadu 1985. godine Vlada je zatražila da se ime države ne prevodi, već da se koristi službeno francusko ime - Côte d'Ivoire. Većina država to je prihvatila te se u službenoj komunikaciji koristi francuski naziv. Ipak,  ime države se vrlo često prevodi s francuskog. 

## Povijest
U pretkolonijalnom razdoblju je na prostoru Bjelokosne Obale bilo mnogo manjih državica (Kru, Senufo, Lobi, Akan). Portugalci su uspostavili prve trgovačke kolonije u 16. st. 
U 18. st. su Francuzi počeli s istraživanjem terena i uspostavom kolonija. Službeno je Bjelokosna Obala uključena u Francusku Zapadnu Afriku od 1893.).
Država je nezavisnost stekla 1960. Prvi predsjednik je bio Félix Houphouët-Boigny. Politički razvoj je tekao stabilno (bez državnih udara i nereda koji su obilježili većinu ostalih afričkih država). 1983. je glavni grad premješten iz Abidjana u predsjednikov rodni grad Yamoussoukro.
Nakon smrti Houphouët-Boignya 1993. predsjednik postaje Henri Konan Bédié. U državi dolazi do nestabilnosti i nasilja zbog gospodarskih razloga. 1999. je izveden prvi državni udar u povijesti. Novi predsjednik je postao general Robert Gueï. 2000. su održani izbori na kojima je pobijedio Laurent Gbagbo.
Muslimani sa sjevera zemlje nisu prihvatili njegov izbor te dolazi do građanskog rata između muslimana sa sjevera i kršćana s juga koji je uništio gospodarstvo zemlje. Građanski rat traje manjim intenzitetom do danas iako je sklopljeno više primirja.

## Etnografija
Stanovnici Obale Bjelokosti podijeljeni su na preko 60 etničkih grupa, a religija im je domorodačka (10%-20%), muslimanska (35%-40%) i kršćanska (katolici i protestanti, 25%-35%). Jezično pripadaju u 5 glavnih jezičnih skupina, ali je službeni jezik je francuski. Glavne skupine su Akan, Mande (južni i sjeverni), Kru i Senufo. Pleme Baoulé, jedno od plemena Akana čine 15%-20% populacije a žive kod Bouakea i Yamoussoukroa. Ostala značajna crnačka plemena su Bete iz grupe Kru, Senufo na sjeveru i Malinke na sjeverozapadu.
Baoulé, Dan (ili Yacouba) i Senufo poznati su po svojem drvorezbarstvu. Za pleme Dan treba naglasiti da su izuzetno muzikalan narod kod kojega se bez prisustva glazbe ništa ne događa, a Senufo narod, koji su izvrsni ratari, farmer je na vhu ljestvice njihovog kastinskog sustava, dok je glazbenik na samom dnu.

## Šport
Obala Bjelkosti je nastupila na svim ljetnim olimpijskim igrama od 1964. g. osim 1980., a jedinu medalju je osvojio Gabriel Tiacoh, srebro, u utrci na 400m 1984. godine.
Nogometna reprezentacija Obale Bjelokosti plasirala se na tri završna turinira Svjetskog prvenstva u nogometu 2006., 2010. i 2014., a među najpoznatijim igračima koji su nastupili su: Didier Drogba i Yaya Touré. U Obali Bjelokosti održan je Afrički kup nacija 2023. kao i prethodno 1984. godine.

## Vanjske poveznice
- Obala Bjelokosti Hrvatska enciklopedija
- The World Factbook - Côte d'Ivoire CIA.gov (engl.)
- Portail officiel du Gouvernement de Côte d'Ivoire stranice vlade Obale Bjelokosti (fr.)
- Présidence de la République de Côte d'Ivoire stranice predsjednika Obale Bjelokosti (fr.)

|  | Zajednički poslužitelj ima još gradiva o temi Obala Bjelokosti |